# ブレシアの十日間
ブレシアの十日間 (イタリア語: Dieci giornate di Brescia) は、1849年3月23日から4月1日にかけて、北イタリアのブレシアで発生したオーストリア帝国に対する反乱である。

## 勃発
19世紀前半、ブレシアはオーストリアの傀儡国ロンバルド＝ヴェネト王国に属していた。1849年3月23日、サルディーニャ王国とオーストリアが激突したノヴァーラの戦いと同じ日に、ブレシアでティート・スペーリ率いる反乱が勃発した。なお、ノヴァーラの戦いはオーストリアの勝利に終わったが、その知らせはまだブレシアに届いていなかった。

## 経過
ブレシアに駐屯していたヌゲント将軍率いるオーストリア軍は、急いで城塞に立て籠もり、市街に向け砲撃した。これにより、歴史的建造物が多く破壊された。反乱勃発後8日目にしてオーストリア軍の救援が到着し、ブレシアは包囲された。翌日、この援軍を率いるユリウス・ヤコブ・フォン・ハイナウ元帥（後に「ブレシアのハイエナ」とあだ名される）が、ブレシア市に無条件降伏を要求した。しかし反乱軍はこれを拒絶したが、深夜まで戦い続けた末、スペーリら反乱軍の幹部たちは降伏を決断した。ところが4月1日、降伏文書の調印が終わらないうちにオーストリア軍がブレシア市になだれ込み、住民を虐殺した。
戦いを通じて1,000人の市民が殺された。十日間のブレシア市の果敢な抵抗を讃え、ブレシア市は「イタリアのライオン」 (Leonessa d'Italia)と呼ばれるようになった。